# Rayo Vallecano (piłka nożna kobiet)
Rayo Vallecano Femenino – hiszpański klub piłki nożnej kobiet, mający siedzibę w stolicy kraju, mieście Madryt. Jest sekcją piłki nożnej kobiet w klubie Rayo Vallecano.

## Historia
Chronologia nazw:
- 2000: Rayo Vallecano Femenino

Klub piłkarski Rayo Vallecano Femenino został założony w miejscowości Madryt w 2000 roku po zaabsorbowaniu lokalneo klubu CD El Buen Retiro. W sezonie 2001/02 startował w Segunda División, w której zajął pierwsze miejsce w swojej grupie. W następnym sezonie 2002/03 zwyciężył w drugiej lidze, zdobywając historyczny awans do Superliga Femenina. W debiutowym sezonie 2003/04 na najwyższym poziomie uplasował się na 9.pozycji. Sezon 2007/08 był bardzo udanym - klub zdobył Puchar Królowej oraz wicemistrzostwo kraju. W następnych trzech sezonach zostawał mistrzem. W kolejnych sezonach występował już bez znaczących sukcesów.

## Sukcesy

### Trofea międzynarodowe
Nie uczestniczył w rozgrywkach europejskich (stan na 31-05-2018).

### Trofea krajowe
| \| \| Zdobyte trofea w rozgrywkach Hiszpanii (stan na: 31-05-2018) \| |                                                              |      |                           |
| Rozgrywki                                                             | Osiągnięcie                                                  | Razy | Sezon(y)                  |
| Mistrzostwo                                                           | I miejsce                                                    | 3    | 2008/09, 2009/10, 2010/11 |
| Mistrzostwo                                                           | II miejsce                                                   | 1    | 2007/08                   |
| Mistrzostwo                                                           | III miejsce                                                  | 0    |                           |
| Puchar                                                                | zdobywca                                                     | 1    | 2007/08                   |
| Puchar                                                                | finalista                                                    | 1    | 2009/10                   |
| II liga                                                               | I miejsce                                                    | 2    | 2001/02 (grupa), 2002/03  |
| II liga                                                               | II miejsce                                                   | 0    |                           |
| II liga                                                               | III miejsce                                                  | 0    |                           |
| Hiszpania                                                             | Zdobyte trofea w rozgrywkach Hiszpanii (stan na: 31-05-2018) |      |                           |

- International Women´s Cup:
  - zdobywca (1): 2008
- Pyrénées Cup:
  - zdobywca (1): 2009

## Stadion
Klub rozgrywa swoje mecze domowe na stadionie Ciudad Deportiva Rayo Vallecano w Madrycie, który może pomieścić 2000 widzów.